# Brett Lebda
Brett Steven Lebda (* 15. Januar 1982 in Buffalo Grove, Illinois) ist ein ehemaliger US-amerikanischer Eishockeyspieler, der im Verlauf seiner aktiven Karriere zwischen 1998 und 2013 unter anderem 459 Spiele für die Detroit Red Wings, Toronto Maple Leafs und Columbus Blue Jackets in der National Hockey League auf der Position des Verteidigers bestritten hat. In Diensten der Detroit Red Wings, in deren Organisation er den Großteil seiner Karriere verbrachte, gewann Lebda im Jahr 2008 den Stanley Cup.

## Karriere

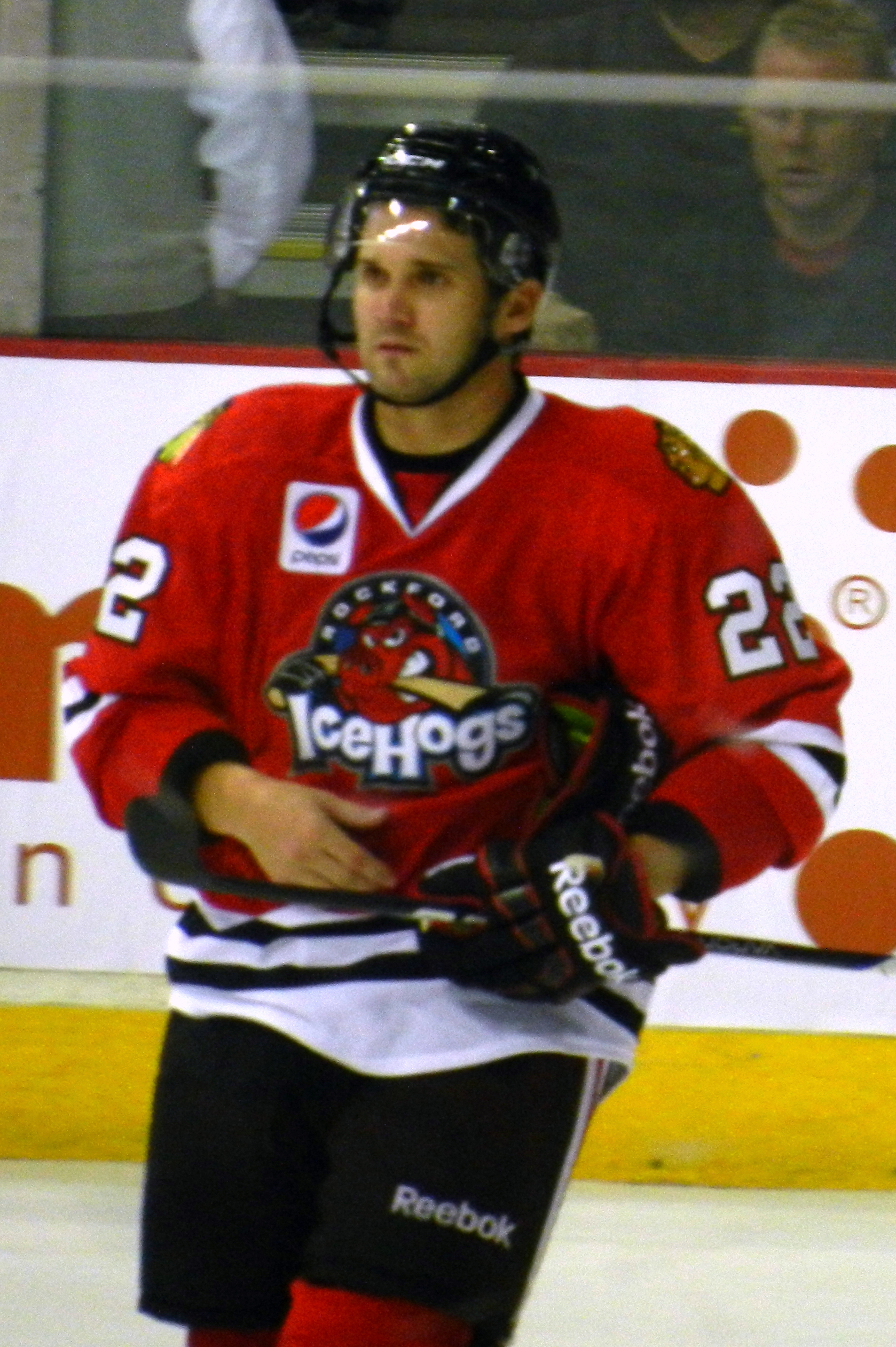
Lebda im Trikot der Rockford IceHogs

Brett Lebda besuchte die Buffalo Grove High School für zwei Jahre. Er begann seine Karriere 2000, als er für die University of Notre Dame (Bundesstaat Indiana) in der Central Collegiate Hockey Association spielte. Nach seiner ersten Saison wurde er ins All-Rookie-Team der CCHA gewählt. Insgesamt spielte er vier Jahre für das Team und wurde 2004 in das Second Allstar-Team der Liga berufen. Während der Saison 2003/04 spielte er neben den Spielen der College-Meisterschaft auch sechs Partien für die Grand Rapids Griffins, dem Farmteam der Detroit Red Wings, in der American Hockey League.
Im Sommer 2004 erhielt er dann einen Vertrag bei den Red Wings, doch da die Saison 2004/05 wegen des Lockout ausfiel, absolvierte er die Saison in der AHL bei den Grand Rapids Griffins. Während der Saison 2005/06 pendelte er mehrfach zwischen der AHL und der National Hockey League und spielte sowohl für Detroit als auch für Grand Rapids.
Im Sommer 2006 wurde sein Vertrag um vier Jahre verlängert und etablierte sich während der Saison 2006/07 als Stammspieler bei den Red Wings. Er schoss fünf Tore und bereitete 13 vor und zog mit Detroit bis ins Finale der Western Conference ein. Im Juli 2010 wechselte er zu den Toronto Maple Leafs.
Am 3. Juli 2011 wurde Lebda in einem Tauschhandel gemeinsam mit Robert Slaney im Austausch für Cody Franson und Matthew Lombardi zu den Nashville Predators transferiert. Der Transfer beinhaltete auch ein Viertrunden-Wahlrecht im NHL Entry Draft 2013, das abhängig von der Anzahl der absolvierten Spiele Lombardis war. Im August 2011 wurde sein Vertrag von den Nashville Predators ausbezahlt und Lebda als Free Agent verfügbar. Er schloss sich daraufhin den Springfield Falcons aus der AHL an und war für diese bis Januar 2012 aktiv. Am 19. Januar 2012 unterzeichnete er beim Kooperationspartner der Falcons, den Columbus Blue Jackets aus der NHL, einen Einjahresvertrag bis zum Ende der Saison 2011/12. In seiner letzten Profispielzeit war der US-Amerikaner für die Rockford IceHogs und Binghamton Senators in der AHL tätig, bevor er im Alter von 31 Jahren seine aktive Karriere für beendet erklärte.

### International
Für sein Heimatland nahm Lebda mit der U20-Nationalmannschaft der Vereinigten Staaten an der U20-Junioren-Weltmeisterschaft 2002 in Tschechien teil. Dabei kam der Abwehrspieler in allen sieben Turnierspielen der US-Amerikaner zum Einsatz und erzielte dabei zwei Treffer. Die Vereinigten Staaten beendeten das Turnier außerhalb der Medaillenränge auf dem fünften Platz.

## Erfolge und Auszeichnungen
- 2001: CCHA All-Rookie Team
- 2004: CCHA Second All-Star Team
- 2008: Stanley-Cup-Gewinn mit den Detroit Red Wings

## Karrierestatistik

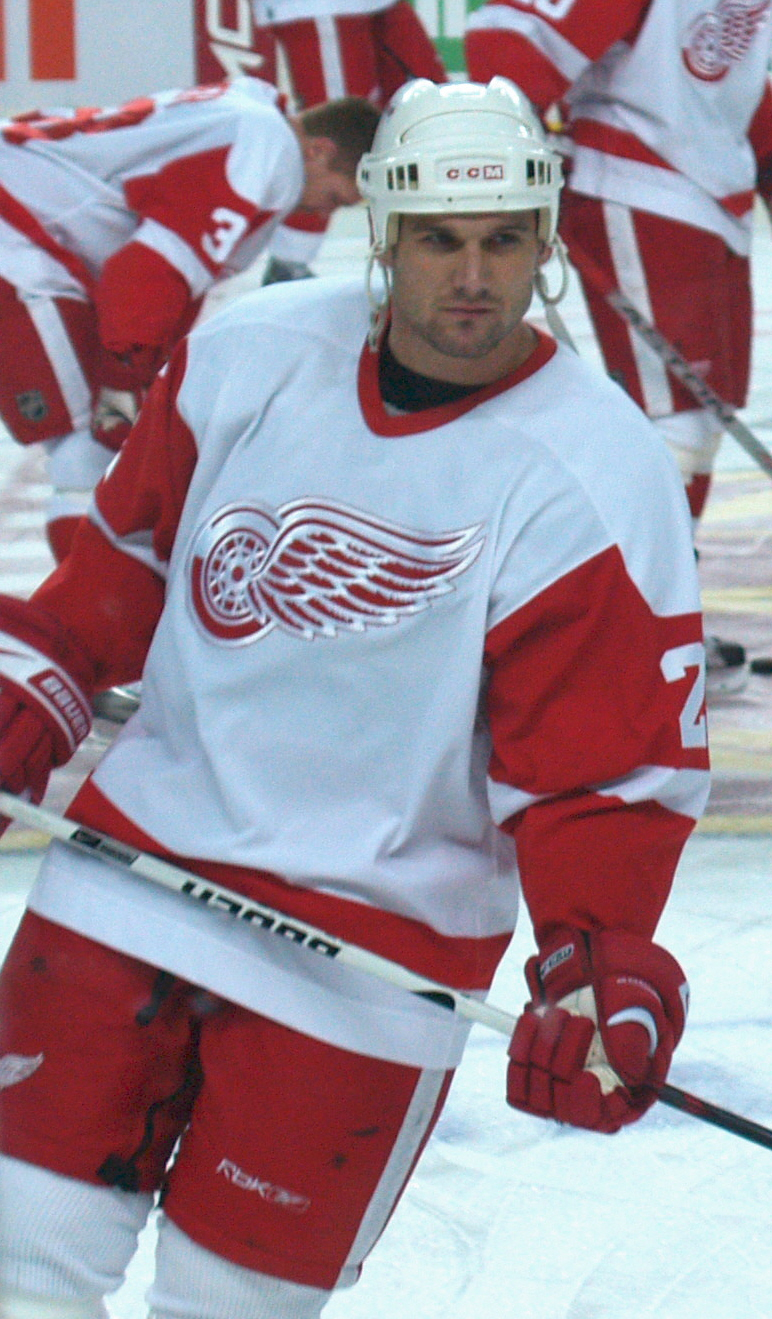
Lebda als Spieler der Detroit Red Wings

### International
Vertrat die USA bei:
- U20-Junioren-Weltmeisterschaft 2002

(Legende zur Spielerstatistik: Sp oder GP = absolvierte Spiele; T oder G = erzielte Tore; V oder A = erzielte Assists; Pkt oder Pts = erzielte Scorerpunkte; SM oder PIM = erhaltene Strafminuten; +/− = Plus/Minus-Bilanz; PP = erzielte Überzahltore; SH = erzielte Unterzahltore; GW = erzielte Siegtore; 1 Play-downs/Relegation; Kursiv: Statistik nicht vollständig)